# Tomatenmosaikvirus
Das Tomatenmosaikvirus (englisch Tomato mosaic virus, Akronym ToMV; Spezies Tobamovirus tomatotessellati) ist ein starres, stäbchenförmiges Pflanzenvirus mit helikaler Symmetrie. Es ist 300 nm lang, 19 nm breit und gehört zur Gattung der Tobamoviren.
Das Genom besteht aus einzelsträngiger Ribonukleinsäure von ca. 6384 Basen Länge mit positiver Polarität. Wie der Name schon vermuten lässt, ist der Hauptwirt des ToMV die Tomate (Solanum lycopersicum). Es können aber auch andere Pflanzen, wie Tabak oder Paprika infiziert werden. Das Krankheitsbild äußert sich in Blattnekrosen, Blattscheckung in Form von Mosaiken und Wachstumshemmungen.
Nicht verwandt mit ToMV sind das Peru-Tomatenmosaikvirus (englisch Peru tomato mosaic virus, Akronym PTV; Spezies Potyvirus perulycopersici) und das Wildtomatenmosaikvirus (englisch Wild tomato mosaic virus, Akronym WTMV; Spezies Potyvirus torvi), beide aus der Gattung Potyvirus der Familie Potyviridae.

## Allgemeines
Das Tomatenmosaikvirus ist in den Niederlanden und den Vereinigten Staaten bereits seit etwa 1940 bekannt. Mittlerweile tritt es überall dort auf, wo Tomaten wachsen. Wegen hoher serologischer Übereinstimmung mit dem Tabakmosaikvirus (TMV) wurde das Tomatenmosaikvirus in den 1970er Jahren oft nur als Abkömmling des TMVs angesehen. Doch wegen der Spezialisierung auf verschiedene Wirtspflanzen, der leicht unterschiedlichen Proteinzusammensetzung und den verschiedenen serologischen Affinitäten, wird das ToMV heutzutage als eigenständiges Virus anerkannt.

## Aufbau
Das 300 nm große, lineare RNA-Molekül des ToMV, mit positiver Polarität, besitzt eine Länge von 6384 Nukleotiden, welches von 2128 helikal angeordneten, identischen Hüllproteinen umgeben ist. Ein Hüllprotein besteht aus 159 Aminosäuren mit einer molaren Masse von 17,5 kDa.
Die außerordentliche Stabilität, die das Virion besitzt, beruht auf starken Protein-Protein-Wechselwirkungen (In-vitro-Experimente zeigten, dass die Stäbchenstruktur des Virions auch ohne Anwesenheit von RNA ausgebildet wird) und Protein-RNA-Wechselwirkungen, die die RNA bei Partikelbildung, aufgrund Umstrukturierung und Anlagerung weiterer Hüllproteine, in der entstehenden Röhre fixieren.

## Genom
Wie alle Tobamoviren besitzt auch das Tomatenmosaikvirus vier offenen Leserahmen (englisch open reading frames, ORFs), drei davon codieren für Nichtstrukturproteine und einer für ein Strukturprotein. Alle viralen RNAs starten am 5'-Ende mit einer m7-Cap, gefolgt von einer 60–70 nt langen untranslatierten Region (UTR). Eine weitere UTR ist auch am 3'-Ende wiederzufinden. Diese wird durch unvollständige Basenpaarung zu einer tRNA-ähnlichen Struktur gefaltet, die mit Histidin aminoacyliert werden kann. Zwischen den beiden UTRs liegen die ORFs. ORF1 und ORF2 werden direkt von der viralen RNA per Translation übersetzt. Das Produkt aus ORF1 ist ein 130 kDa großes Protein. Im Verhältnis 1:10 wird das Produkt, wegen eines „leaky stops“, zu einem Fusionsprotein mit dem ORF2 verlängert. Das Fusionsprotein kommt auf eine Größe von 180 kDa. Diese Translationsprodukte bilden zusammen mit Wirtsproteinen den Replikasekomplex und enthält eine Methyltransferase- und eine Helikasedomäne. Das Fusionsprodukt enthält zusätzlich noch die eigentliche Polymerasedomäne. Die anderen beiden ORFs kodieren für das Transportprotein (MP) und das Hüllprotein (CP) und werden von subgenomischen mRNAs übersetzt. Zuerst wird ORF 1 und 2 abgelesen und danach ORF 3 und 4. In vivo dauert dieser Prozess nicht länger als 20 min. In vitro kann die Replikationsinitiation durch erhöhen des pH-Wertes in den alkalischen Bereich oder durch Einwirkung von Detergenzien, wie SDS, erreicht werden. Das 5‘-Ende wird dadurch bis zum ersten Startcodon freigesetzt. Regulierende Funktionen werden durch strukturelle Bereiche der RNA gewährleistet. Im 3‘-Bereich innerhalb des ORF3 werden drei Schleifen, sogenannte loops, gebildet, die den origin of assembly (OA) beinhalten, welcher absolut notwendig für die Initiation der Stäbchenbildung ist.

### Proteine
Das Genom des ToMV kodiert für vier Proteine: Die Methyltransferase/Helikase und die RdR-Polymerase sind für die Replikation zuständig. Das Movement-Protein (MP) ist unerlässlich für die Ausbreitung von Zelle zu Zelle innerhalb des Wirtes und das Hüllprotein (CP, Kapsid) stellt den Schutz der RNA sicher, indem es für die Stabilisation des gesamten Virions sorgt. Außerdem spielt das Hüllprotein beim Langstreckentransport in den Gefäßbahnen der Pflanze eine Rolle.

## Assembly
Die Bildung neuer Viruspartikel erfolgt in wenigen Schritten. Zuerst interagiert eine Hüllproteinuntereinheit mit dem origin of assembly der RNA. Dies führt zu einer Konformationsänderung des Hüllproteins und weitere Hüllproteine können in 5‘-Richtung angelagert werden. Es kommt zur Bildung einer Helix, aus der das 5‘-Ende der RNA nachgeführt wird, so dass sich die RNA im Inneren des Zentralkanals befindet. Erst wenn das 5‘-RNA-Ende verpackt ist, erfolgt die schrittweise Verpackung des 3‘-Endes.

## Krankheit
Das Tomatenmosaikvirus ist ein Pflanzenpathogen, d. h., es befällt ausschließlich Pflanzen und stellt für den Menschen keinerlei Gefahr dar, weder bei Kontakt mit einer infizierten Pflanze, noch bei Verzehr einer infizierten Frucht. Bei Tomaten ist ein Befall leicht an der, im Grünton abweichenden, mosaikartigen Fleckung der Blätter und den Nekrosen, besonders entlang der Hauptadern, erkennbar. Das Virus löst ein unförmiges Wachstum und Verschmälerung der Blätter sowie allgemeine Wachstumshemmungen oder Zwergwuchs aus. Die Früchte weisen Eindellung und nekrotische Flecken, und auch eine Minderung der Ertragsmenge auf. Der Grad der Symptome ist sowohl stark von Alter, Art und Ernährungszustand der Pflanze, als auch von äußeren Bedingungen wie Temperatur, Tageslänge und Lichtintensität abhängig. Bei anderen Wirtspflanzen kommt es zu chlorotischen oder nekrotischen Lokalläsionen, eine systemische Infektion in Form von blassgrünen Blättern ist möglich.

## Ausbreitung von Zelle zu Zelle
Für die Ausbreitung der Viruspartikel innerhalb der Pflanze müssen die Zellwände überwunden werden. Dies geschieht am leichtesten an den ohnehin schon vorhandenen Verbindungen zu den Nachbarzellen, den Plasmodesmen. Über die Plasmodesmen findet normalerweise Stoffaustausch und Signalübertragung statt. Der Transport- und Kommunikationsweg der Pflanze wird von den Viren also zur systemischen Verbreitung missbraucht. Dazu wird das 30 kDa schwere Transportprotein (Movement-Protein, englisch movement protein, MP) benötigt. Das MP ist mit der viralen RNA assoziiert und interagiert vermutlich mit einem noch unbekannten Rezeptor auf dem Zytoskelett im Bereich des Plasmodesmata. Daraufhin tritt eine Vergrößerung der Durchgangsöffnung ein und der Komplex aus RNA und MP kann in die Nachbarzelle eintreten. Für ein ganzes Viruspartikel ist selbst die geweitete Durchgangsöffnung noch zu eng. Bei zu hoher MP-Konzentration zeigen sich Turgorprobleme in der Pflanze, da die regulierende Funktion der Plamodesmata zusammenbricht.
Für einen Streckentransport über längere Distanz werden die Leitbündel der Pflanze genutzt, zumeist das Phloem. Auch hier nutzen die Viruspartikel die Informations- und Transportwege der Pflanze aus, allerdings sind hierbei andere, noch unbekannte Mechanismen wirksam. Bewiesen ist, dass das Hüllprotein dabei eine entscheidende Rolle spielt.

## Vorkommen
Das ToMV ist die häufigste Viruserkrankung bei Tomaten. Mittlerweile ist das Virus weltweit endemisch in Tomaten vertreten. Obwohl die Tomate bei weitem der wichtigste Wirt des Virus ist, ist sie dennoch nicht die einzige. ToMV kommt natürlicherweise auch in Paprika, Kartoffel, Kirsche, Birne und Traube vor. Symptome sind oft chlorotische oder nekrotische, lokale Läsionen, aber auch systemische Mosaikbildung kann auftreten. In wissenschaftlichen Forschungslaboren konnten erfolgreiche Infektionen auch in vielen weiteren Pflanzenfamilien erzielt werden.
Eine Zweitinfektion einer Tomatenpflanze mit dem Tabakmosaikvirus ist ein seltenes Event und währt zudem nicht lange. Das ToMV sticht das TMV aufgrund seiner besseren Angepasstheit an den Wirt aus. Das TMV repliziert und verteilt sich sehr viel langsamer in der Pflanze, dadurch kann das TMV auch vom ToMV leicht unterschieden werden.

## Übertragung
ToMV-Infektionen sind aggressiv und höchst ansteckend. Die Verbreitung der ToMV-Partikel erfolgt innerhalb der Kulturpflanzenbestände durch mechanische Kulturmaßnahmen. Es reichen einfache Tätigkeiten, wie die Verwendung von landwirtschaftlichen Geräten oder auch nur den Händen, wodurch kleinste Wunden in der Kutikula oder an den Härchen der Blätter entstehen können und das Virus so, erstens in die Pflanzen eindringen kann, und sich zweitens, per Werkzeug im gesamten Bepflanzungsareal ausbreiten kann. Außerdem kann über alte, virushaltige Pflanzenbestandteile im Boden oder kontaminierte Nährlösung das Virus über Wunden an den Wurzeln aufgenommen werden. Das Virus verbleibt auch im Boden noch ca. zwei Jahre infektiös. Eine dritte Infektionsmöglichkeit besteht im Saatgut selbst, denn bei einer infizierten Tomaten-Wirtspflanze verweilt das Virus auch in der Samenschale (Testa) des Samen (jedoch nicht im Embryo selbst) und kann so durch aussäen, an anderen Orten verbreitet werden.

## Vorbeugung
Um im privaten Haushalt die Infektionsrate zu reduzieren und gekaufte, möglicherweise kontaminierte Samen zu säubern und damit eine Durchseuchung des Bodens zu verhindern, empfiehlt sich ein gründliches Abwaschen mit warmem Wasser. Gründliches Händewaschen und Sterilisation der Werkzeuge sind essentiell. Um vor kontaminiertem Boden gefeit zu sein, hilft Dämpfen bei mindestens 90 °C, allerdings ist diese Methode recht aufwändig. Ist das Virus erst einmal in die heimischen Pflanzenbestände eingedrungen, kann nur noch die Eliminierung infizierter Pflanzen (am besten verbrennen) und des darum befindlichen Bodens gegen eine weitere Ausbreitung helfen.

## Wirtschaftliche Auswirkungen
Die sich aus infizierten Pflanzen ergebenden wirtschaftlichen Schäden sind beträchtlich. Die Ernteverluste können bis zu 65 % betragen. Der Wunsch nach einer Möglichkeit zur Bekämpfung ist in der Landwirtschaft aufgrund der reduzierten Ernteerträge groß, jedoch sind vorbeugende Hygiene und sofortige Beseitigung infizierter Pflanzen die einzigen hilfreichen Maßnahmen gegen die Verbreitung, es sei denn, man greift auf resistente Zuchtpflanzen zurück. Hat sich eine Pflanze erst einmal mit dem Virus infiziert, gibt es keine Möglichkeit mehr, ihn ohne Tötung der Pflanze wieder loszuwerden. Da es keinen natürlichen Vektor als Überträger gibt (z. B. Insekten), sondern dies durch rein mechanische Weise geschieht, gibt es auch kein Pestizid oder dergleichen, mit dem der Verbreitung Einhalt geboten werden könnte.
Deshalb entstanden bereits in den 1940er-Jahren große Züchtungsprogramme, die daran arbeiteten, resistente Linien zu züchten und diese auf dem Markt zu etablieren.

## Resistenzen
Bisher sind drei in der Natur vorkommende, dominante Resistenzgene für ToMV bekannt. Diese werden in Zuchttomaten etabliert und in dieser genetisch veränderten Form kommerziell genutzt. Tm-1 stammt aus Lycopersicon hirsutum, Tm-2 und Tm-22 stammen beide aus Lycopersicon peruvianum.

### Tm-1
Zuerst wurde das Tm-1 Gen aus Infektionsexperimenten mit Samen aus Südamerika entdeckt. Infizierte Pflanzen waren trotz dem Vorhandensein des Virus symptomlos. In den kommenden Jahrzehnten versuchten viele Züchter das resistente Gen in L. esculentum einzubringen. Dazu wurde die Rückkreuzungsmethode angewendet. Eine homozygote Linie wurde generiert und das Gen wurde auf Chromosom 5 detektiert. Der Resistenzmechanismus wurde durch Motoyoshi und Oshima 1977, 1979 und von Fraser und Mitarbeiter 1980 entschlüsselt. Überraschend war, dass das Resistenzgen mit der ToMV-RNA-Replikation interferiert und nicht wie vorerst angenommen mit dem Virus-Uncoating-Prozess. Des Weiteren konnte gezeigt werden, dass die Inhibition der Virusreplikation durch das Tm-1-Gen dosisabhängig ist. Zusätzlich demonstrierten sie auch, dass die Tm-1-Resistenz die Krankheitssymptome unterdrückt. Diese Eigenschaften machte das Tm-1-gen sehr attraktiv für Pflanzenzüchter, doch schnell nach Einführung der Tm-1-Linien in die kommerzielle Zucht, tauchten erste ToM-Viren auf, welche in der Lage waren die Resistenz zu überwinden. Die Pflanzen zeigten die typischen Mosaik-Flecken auf. Die vorgefundene Konzentration an Viren überstieg sogar noch die übliche Menge, die ansonsten in wildtypisch infizierten Pflanzen vorkommt. Sequenzanalysen ergaben, dass alle resistenzbrechenden ToMV-Stämme Austausche von Aminosäuren in einer kleinen Region von 150 Aminosäuren (AS) im C-Terminus des 130-kDa-Methltransferase/Helikase-Proteins lagen. Mutationsanalysen ergaben, dass es mindestens zwei Aminosäuren-Austausche geben muss, damit die Resistenz überwunden werden kann(AS 979 Gln > Glu und AS 984 His > Tyr). Diese Ergebnisse ließen darauf schließen, dass der Bereich zwischen der AS 900 und 1100 nicht wichtig für die Funktion der Proteine während der Replikation, sondern eher für die Interaktion mit dem mutmaßlichen Tm-1-Gen-Produkt ist. Also muss das Tm-1-Gen-Produkt während der Replikation ein integrierter Teil des Replikationskomplexes sein, was später durch die Arbeiten von T. Meshi und Mitarbeitern bestätigt wurde.

### Tm-2 und Tm-22
Das zweite dominante Resistenzgen für das ToMV wurde erstmals von Soost isoliert. Das Tm-2-Gen erreichte ein höheres Level an Resistenz, als es das Tm-1-Gen tat und wurde auf Chromosom 9 lokalisiert. Das Tm-22–Gen ist das zu Tm-2 gehörende Allel.
Die ersten Informationen in Bezug auf den Resistenzmechanismus gegen ToMV lieferte Pelham 1964. Manchmal trat in beiden Genotypen eine Nekrose auf, und zwar in unterschiedlichen Formen: Entweder handelte es sich um eine lokale Nekrose oder eine systemische. Erstere wird von Züchtern als hypersensitive Reaktion (HR) bezeichnet und ist Zeichen einer Resistenz. Die systemische Reaktion tritt als Konsequenz einer unvollständigen Resistenz auf. Die Entwicklung der Nekrosen ist zudem Temperatur- und Dosisabhängig. Zwei natürlich vorkommende ToMV-Stämme, identifiziert von McRitchie und Alexander 1963 in Ohio, konnten die Resistenz der Tm-2-Gene überwinden. Alle nicht mehr resistenten Stämme wurden klassifiziert: ToMV-Stämme die das Tm-1-Gen überwinden konnten, wurden ToMV-1 genannt, entsprechend wurden alle ToMV-Stämme, die das Tm-2-Gen überwinden konnten ToMV-2 genannt. ToMV-Stämme, die keine der beiden Resistenz-Gene umgehen konnten, wurden bei ToMV-0 eingeordnet. Nachdem alle ToMV-2-Stämme sequenziert wurden, zeigten alle einen Aminosäuren-Austausch im ORF 3, welcher für das Movement-Protein codiert (AS 133 Glu > Lys). Die Region rund um den Austausch muss also wichtig für die Erkennung des Tm-2-Gens sein. Im Gegensatz zu den ersten beiden Resistenzgenen, blieb das Tm-22–Gen mehrere Jahre in Gebrauch. Auch hier wurde nach der Sequenzierung, weniger überraschend aufgrund der Allelität, ein Aminosäureaustausch im Movement-Protein gefunden, allerdings an mehreren und anderen Stellen, als beim Tm-2-Gen (AS 130 Lys > Glu, AS 238 Ser > Arg, AS 244 Lys > Glu). Die Evolution des Virusstamms, welcher das Tm-22-Gen überwinden kann, erforderte also drastischere Veränderungen in der viralen Sequenz, als die, der Resistenz-brechenden Viren von Tm-1 und Tm-2.
Molekulare Analysen der Allele Tm-2 und Tm-22 konnten, mit Hilfe von Deletionsmutanten und Fusionskonstrukten, deren Interaktion mit dem 30-kDa-MP des ToMV aufzeigen. Das Tm-22-Gen reagiert auf eine andere, komplexere Weise mit dem MP, als es das Tm-2 macht. Es benötigt mindestens zwei verschiedene Bindungsstellen, eine am C-Terminus und die zweite am N-terminalen Ende des Movement-Proteins.